# Thung lũng Klang

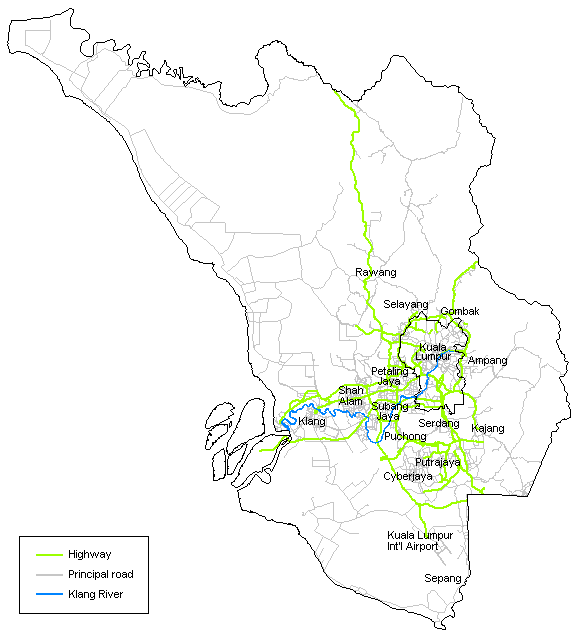
Các thành phố chính trong Thung lũng Klang bên trong địa giới bang Selangor và Lãnh thổ liên bang Kuala Lumpur

Thung lũng Klang (tiếng Mã Lai: Lembah Klang) là một khu vực ở Malaysia có trung tâm là thủ đô Kuala Lumpur, cũng như các thành phố và thị trấn liền kề thuộc bang Selangor. Một cách gọi khác của vùng này là Vùng đô thị Kuala Lumpur hay Đại Kuala Lumpur.
Thung lũng Klang được giới hạn bởi dãy Titiwangsa ở phía Bắc và phía Đông cùng với eo biển Malacca ở phía Tây. Vùng này mở rộng tới Rawang theo hướng Tây Bắc, tới Semenyih theo hướng Đông Nam, tới thành phố Klang và Cảng Klang theo hướng Tây Nam. Liên đô thị này là trái tim của các ngành kỹ nghệ và thương mại của Malaysia. Năm 2012, Thung lũng Klang có dân số vào khoảng 7,9 triệu người.